# Alexandre I de Constantinoble
Alexandre I (en grec antic: Ἀλέξανδρος) va ser arquebisbe de Constantinoble de l'any 314 al 337. Va succeir en el càrrec a Metròfanes de Bizanci.
Durant el seu mandat, l'emperador Constantí va convertir Bizanci en la capital del seu regne, i li va canviar el nom pel de Nova Roma o Constantinoble. Acabades les persecucions dels cristians, l'església es va haver d'enfrontar amb les heretgies. La més important va ser l'Arianisme, una doctrina ensenyada per Arri, que negava la divinitat de Jesús com a fill de Déu. Per combatre aquestes idees es va convocar el Primer Concili de Nicea, on els 318 pares que hi van participar van declarar heretgia la doctrina d'Arri.
Més endavant, Arri va convèncer a l'emperador que s'havia penedit d'aquells conceptes, i Constantí va ordenar a l'arquebisbe Alexandre que el següent diumenge concelebrés la litúrgia amb Arri. Alexandre no se'n refiava i va orar perquè Déu li mostrés i en veritat Arri s'havia penedit. Llavors es va produir un miracle. Quan Arri anava cap a 'església a celebrar el diumenge, va patir un violent dolor d'estómac que el va obligar a entrar en uns banys públics. Allà, rebolcat per terra, finalment va morir.
El Sinaxari explica aquests fets, i fa referència a la vida d'Alexandre. Diu que havia nascut a Calàbria i que des de molt jove els seus pares l'havien dedicat a Déu. Va ingressar en un monestir i tenia visions divines quan dejunava. Va patir diversos encontres amb els sarraïns, fins que amb els seus deixebles Vitali i Nicèfor va anar a Grècia. Allà va ser ordenat per Metròfanes de Bizanci, que el va designar el seu successor. La seva festa se celebra el 30 d'agost.